# Julien Loy
Julien Loy (1º febbraio 1976) è un triatleta francese.

## Carriera
Ha vinto nel 2007 i campionati del mondo di triathlon long distance di Lorient.
Nel 2008 si è nuovamente laureato campione del mondo di triathlon long distance ai campionati di Almere.
Prima di diventare campione del mondo, nel 2004 ha ottenuto un 6º posto assoluto ai mondiali long distance di Sater, con un tempo totale di 5:55:23.
Si è classificato 5º assoluto ai mondiali long distance di Fredericia del 2005'.
Nel 2006 ha sfiorato il podio, classificandosi 4º assoluto ai mondiali long distance di Canberra.

## Titoli
- Campione del mondo di triathlon long distance - 2007, 2008